# Guš Adumim
Guš Adumim (hebrejsky גוש אדומים, doslova „Červený blok“ nebo „Blok Adumim“, podle zdejšího města Ma'ale Adumim) je blok izraelských osad na Západním břehu Jordánu (v distriktu Judea a Samaří), východně od Jeruzaléma s početnou židovskou populací v řádu desítek tisíc lidí.

## Seznam sídel
| Jméno         | Počet obyvatel (r.2016) | Rok založení | Status         | Fotografie |
| ------------- | ----------------------- | ------------ | -------------- | ---------- |
| Almon         | 1329                    | 1982         | společná osada |            |
| Alon          | součást Kfar Adumim     | 1990         | společná osada |            |
| Kedar         | 1555                    | 1985         | společná osada |            |
| Kfar Adumim   | 4271                    | 1979         | společná osada |            |
| Ma'ale Adumim | 37670                   | 1975         | město          |            |
| Micpe Jericho | 2319                    | 1978         | společná osada |            |
| Nofej Prat    | součást Kfar Adumim     | 1992         | společná osada |            |

## Dějiny a geopolitický význam
Izraelské osady v bloku Guš Adumim vznikaly od konce 70. let v aridní krajině na okraji Judské pouště. Šlo do té doby o prakticky neosídlenou oblast, pouze se sporadickou populací kočovných arabských beduínů. Díky blízkosti k Jeruzalému i cílené podpoře izraelských vlád se zde rozvinulo husté židovské osídlení, které spojuje aglomeraci Jeruzaléma s regionem u Mrtvého moře podél silnice číslo 1.  Kromě jednotlivých obytných celků zde od 90. let 20. století vyrostla rovněž rozsáhlá průmyslová zóna Mišor Adumim a nacházejí se tu rozsáhlé areály vojenských základen izraelské armády. Výrazným krajinným prvkem je hluboký kaňon Vádí Kelt, probíhající od západu k východu. Ve vesnických židovských osadách poblíž kaňonu se rozvíjí turistický ruch.

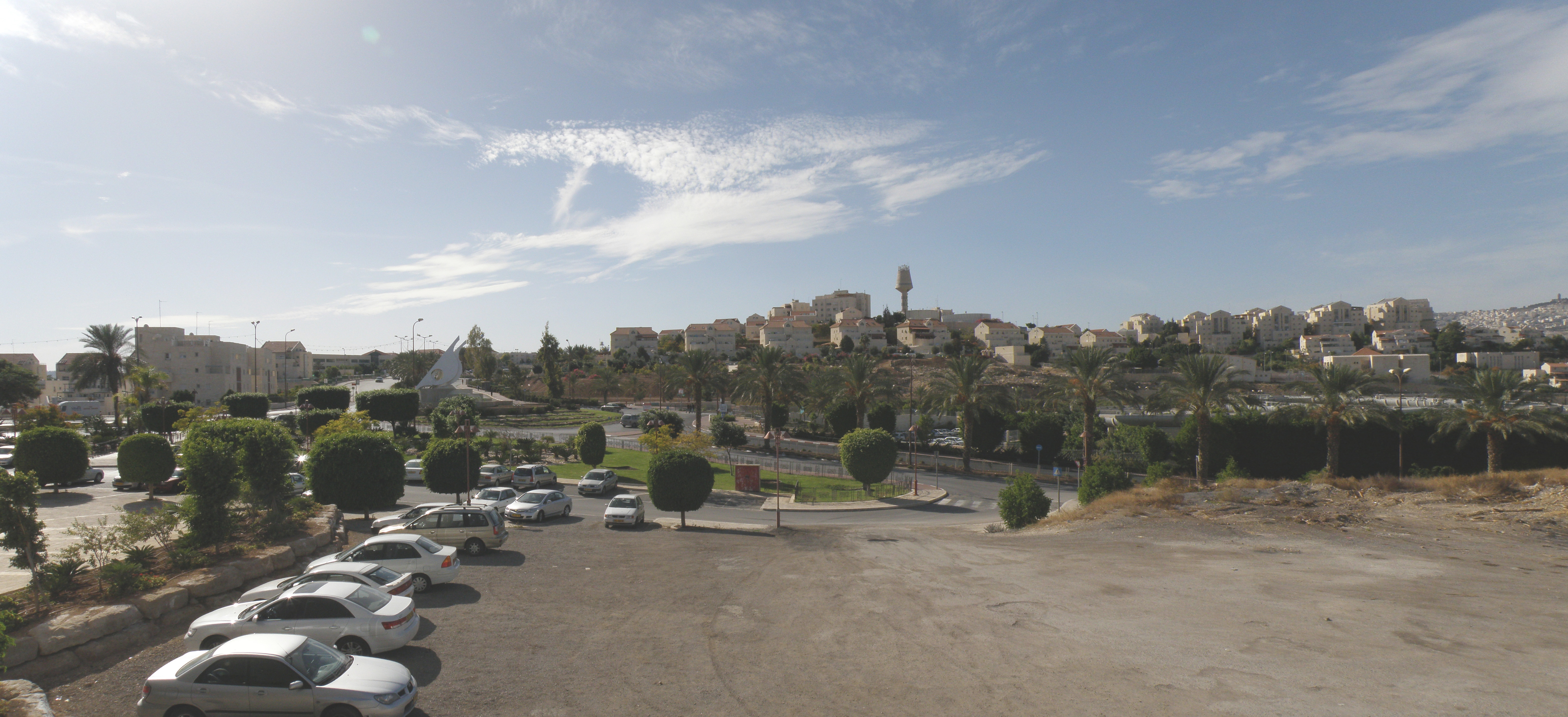
Panoramatický pohled na město Ma'ale Adumim, r. 2008.

Podle plánů z počátku 21. století měl být celý blok osad okolo města Ma'ale Adumim zahrnut do Izraelské bezpečnostní bariéry a oddělen tak od okolních arabských vesnic. Podle stavu z roku 2018 ale nebyla tato bariéra v tomto úseku dosud postavena a ani její trasa nebyla oficiálně stanovena. Izrael si hodlá tuto část Západního břehu Jordánu ponechat i po případné mírové smlouvě s Palestinci. Palestinská samospráva ovšem takový krok vylučuje, protože podle ní naopak osady okolo Ma'ale Adumim narušují územní kontinuitu mezi severní a jižní částí Západního břehu Jordánu a fakticky by její anexe Izraelem znamenala i izolaci arabských částí aglomerace Jeruzaléma. Jednou z nejspornějších teritoriálních otázek v rámci Guš Adumim je plocha označovaná jako E1 (též Mevaseret Adumim), nacházející se na severním okraji města Ma'ale Adumim. Její stavební využití pro rozšíření Ma'ale Adumim by přineslo nárůst zdejší izraelské populace o desítky tisíc obyvatel, ale zároveň by dovršilo židovské sídelní kontinuum od Jeruzaléma až po okraj Mrtvého moře. Výstavba v E1 proto naráží na nesouhlas většiny velmocí.
Izrael naopak kriticky vnímá růst neregulované zástavby beduínských osad na volných plochách v Guš Adumim jako projev skrytých snah (navíc finančně podporovaných Evropskou unií) o demografické ovládnutí regionu Araby a omezení potenciálů růstu zdejších izraelských osad. Beduínské osídlení v této oblasti čelí opakovaným demoličním výměrům.
Oblast Guš Adumim je formálně územím pod vojenskou správou Izraele (oblast C Západního břehu Jordánu pod plnou kontrolou Izraele), které ale nebylo nikdy oficiálně anektováno (na rozdíl od Východního Jeruzaléma nebo Golanských výšin). V roce 2017 se ovšem v Knesetu začala řešit zákonná předloha, která by zahrnula město Ma'ale Adumim a další židovské osady v okolí Jeruzaléma pod jeruzalémskou municipální správu.